# Kimbilá (Izamal)
Kimbilá es una localidad del estado de Yucatán, México, comisaría del municipio de Izamal, ubicada aproximadamente 45 kilómetros al este de la ciudad de Mérida, capital del estado y 10 km al oeste de Izamal. La principal actividad económica es la manufactura y comercialización de ropa con bordados típicos y no tan típicos yucatecos, como lo son hipiles, vestidos, blusas, incluso guayaberas.

## Toponimia
El toponímico Kimbilá significa en idioma maya agua junto al árbol K'inim (Ceiba).

## Datos históricos
Kimbilá está enclavado en el territorio que fue la jurisdicción de los Ah Kin Chel antes de la conquista de Yucatán.

## Galería

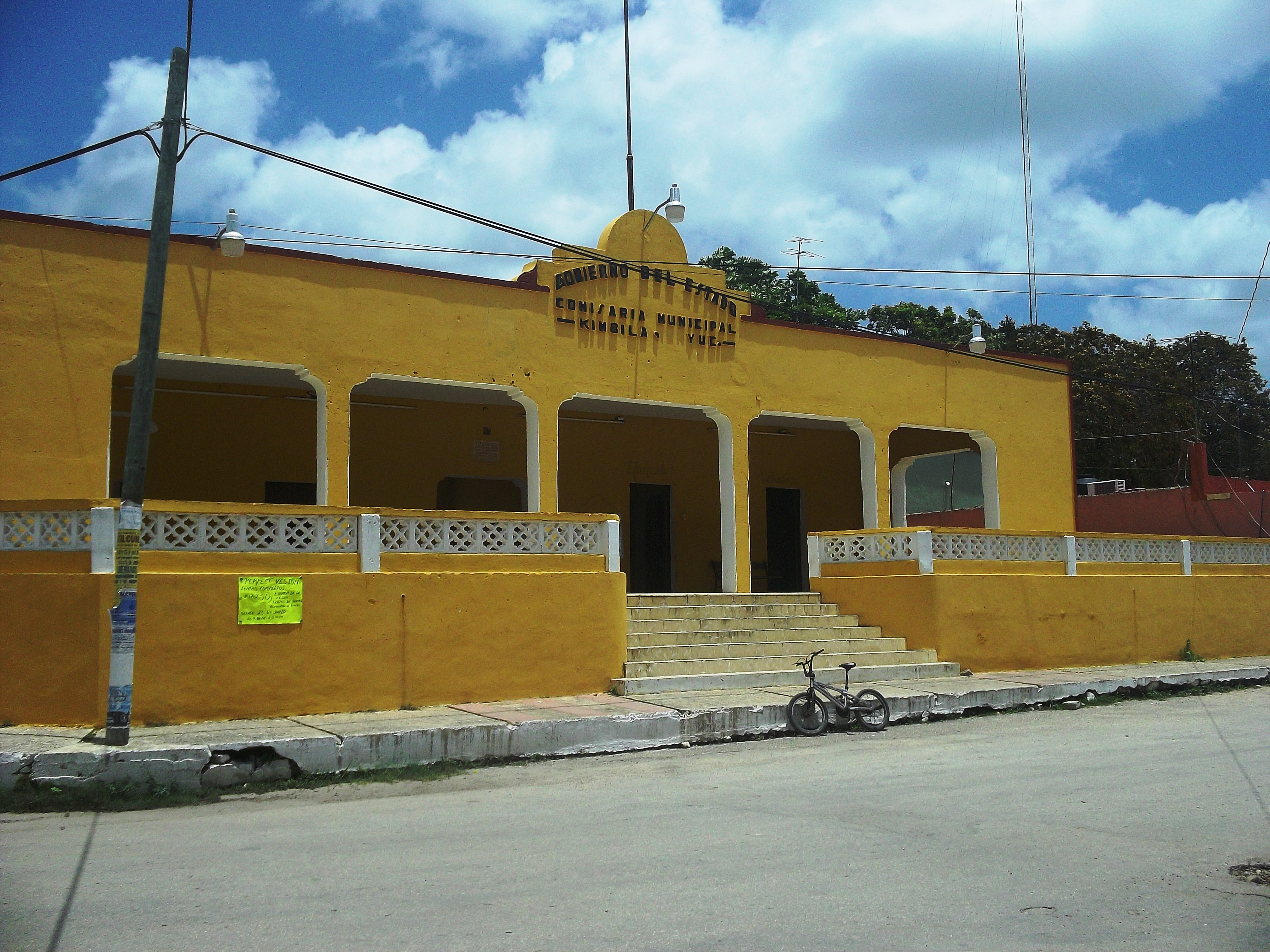
Casa comisarial de Kimbilá.
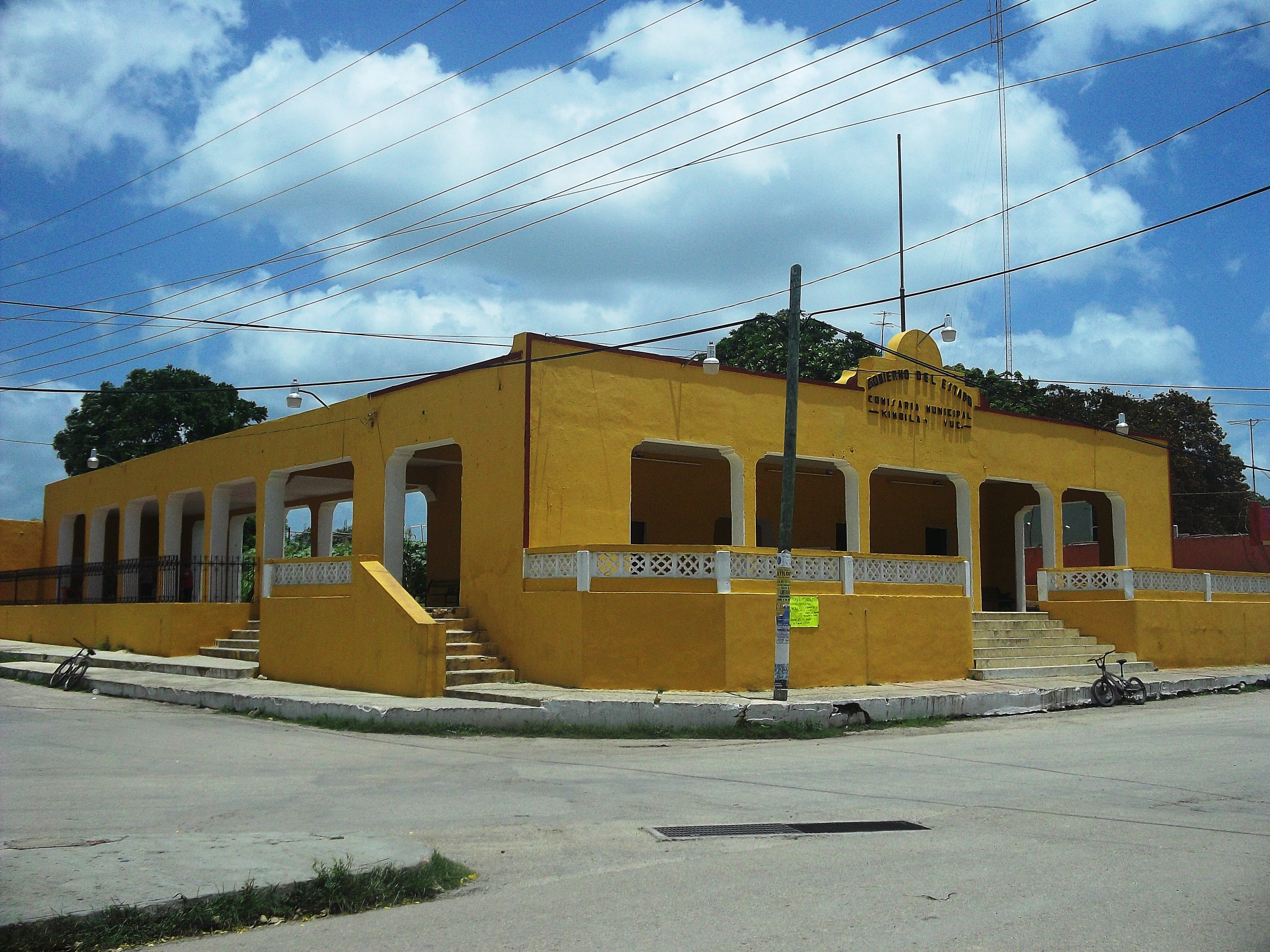
Casa comisarial de Kimbilá.
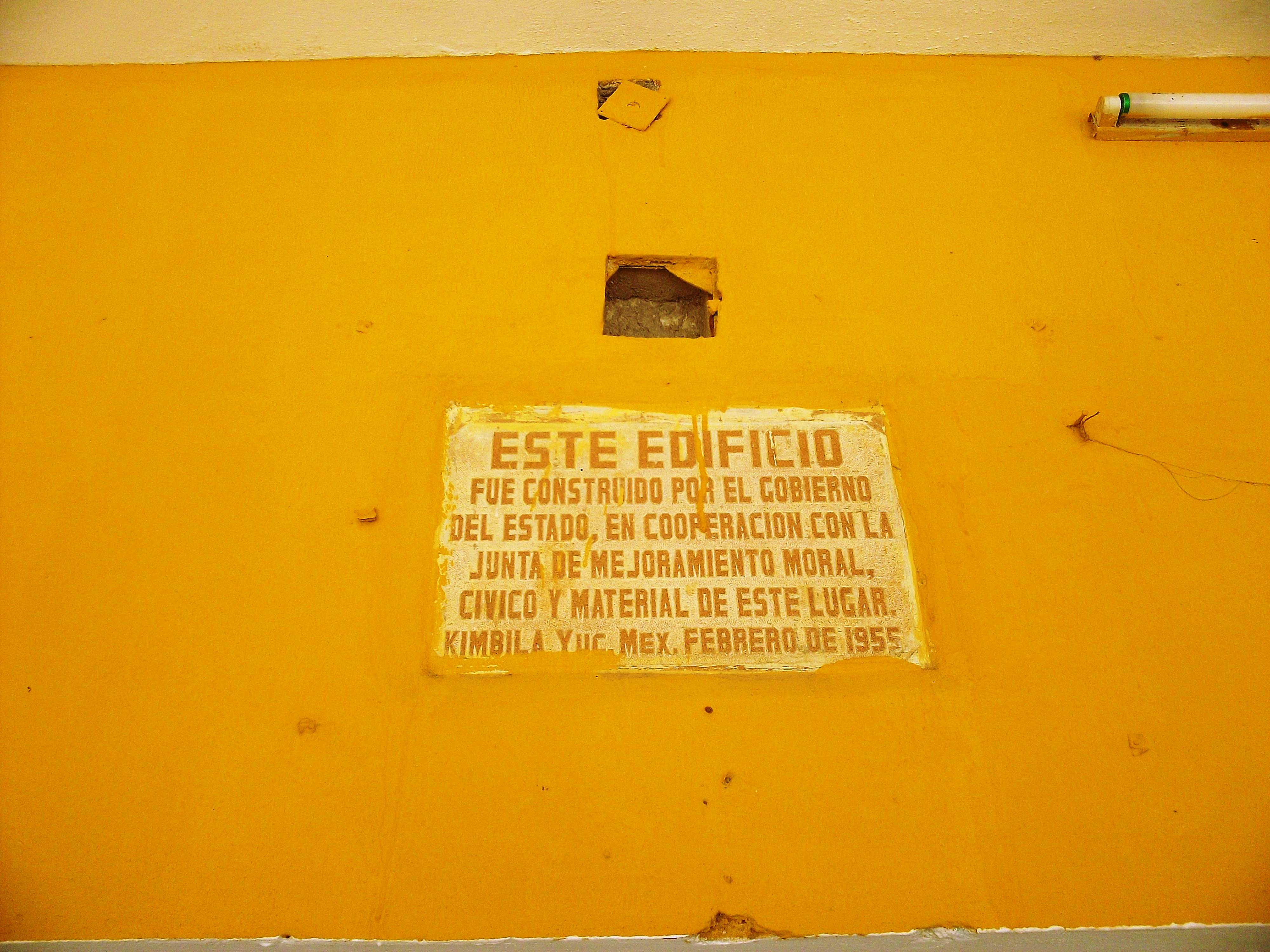
Casa comisarial de Kimbilá.
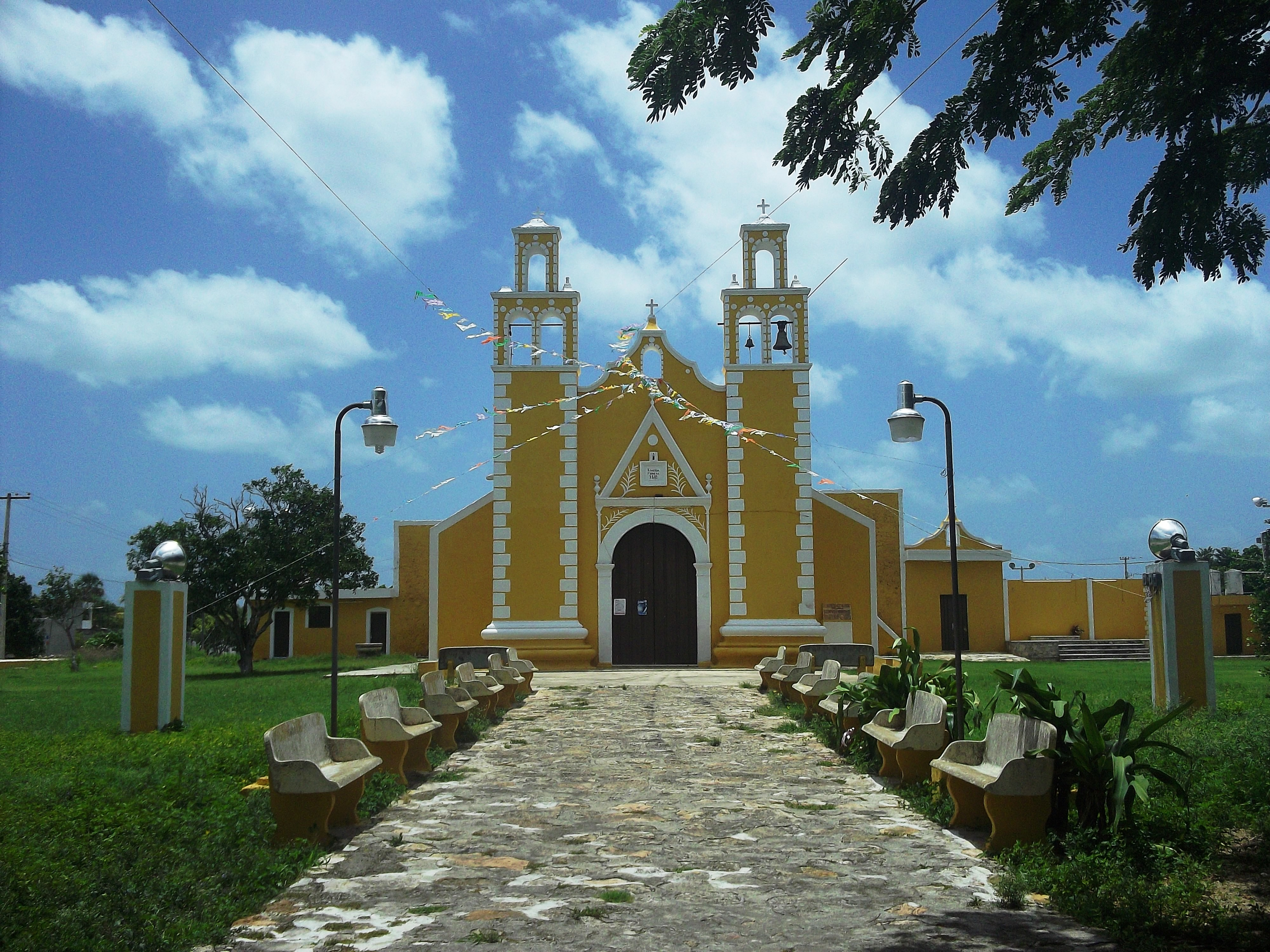
Iglesia principal de Kimbilá.
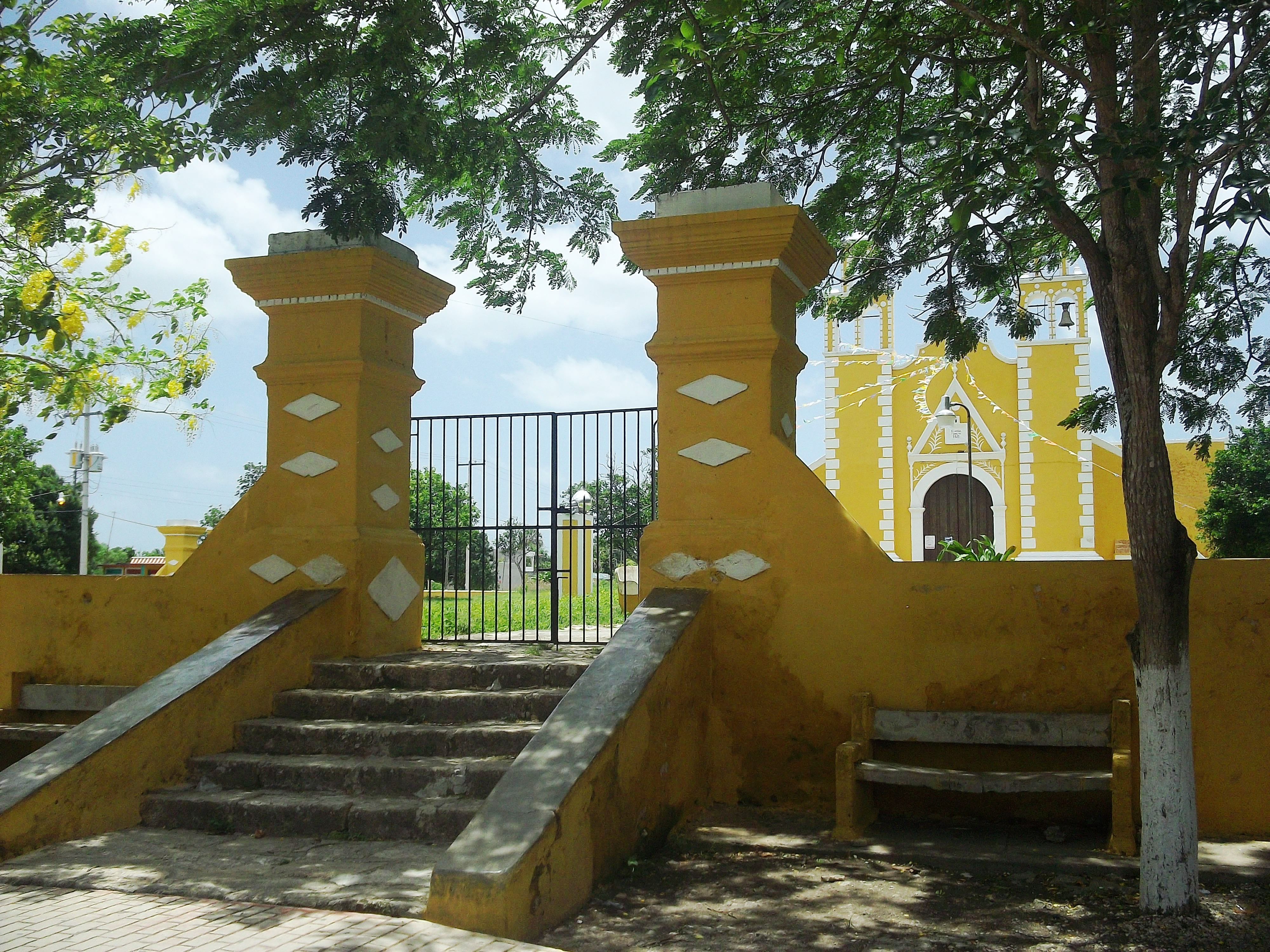
Iglesia principal de Kimbilá.
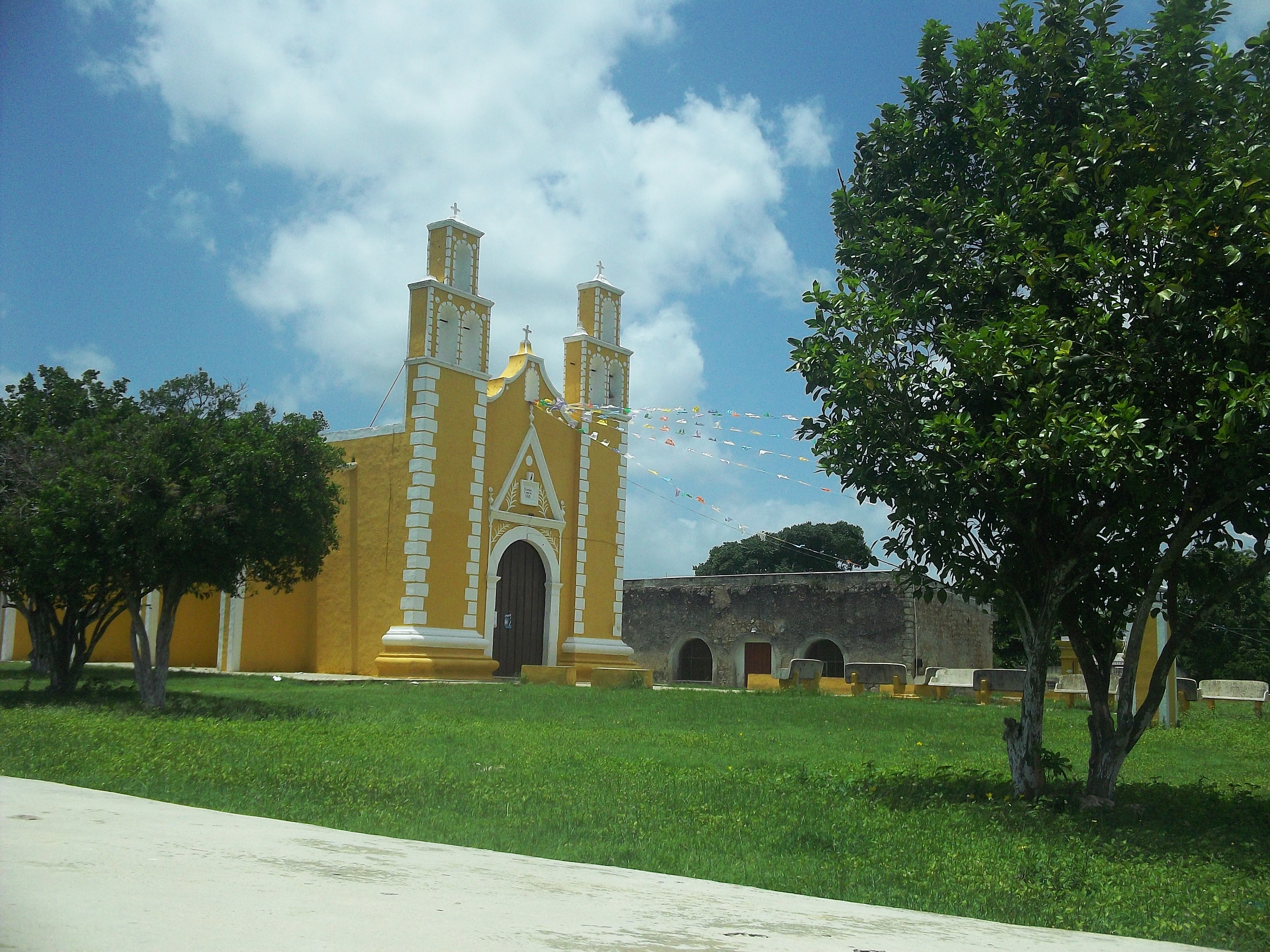
Iglesia principal de Kimbilá.
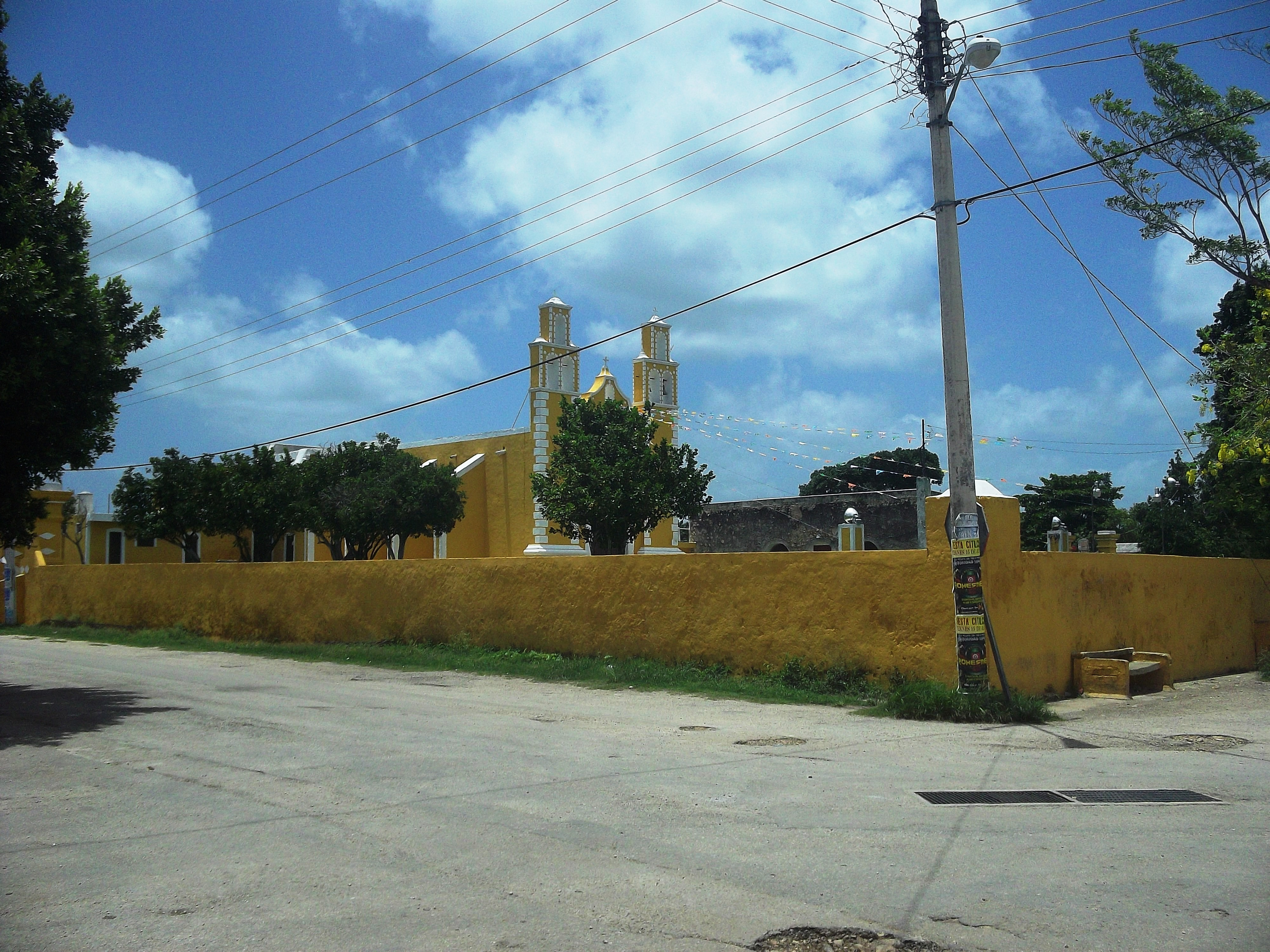
Iglesia principal de Kimbilá.
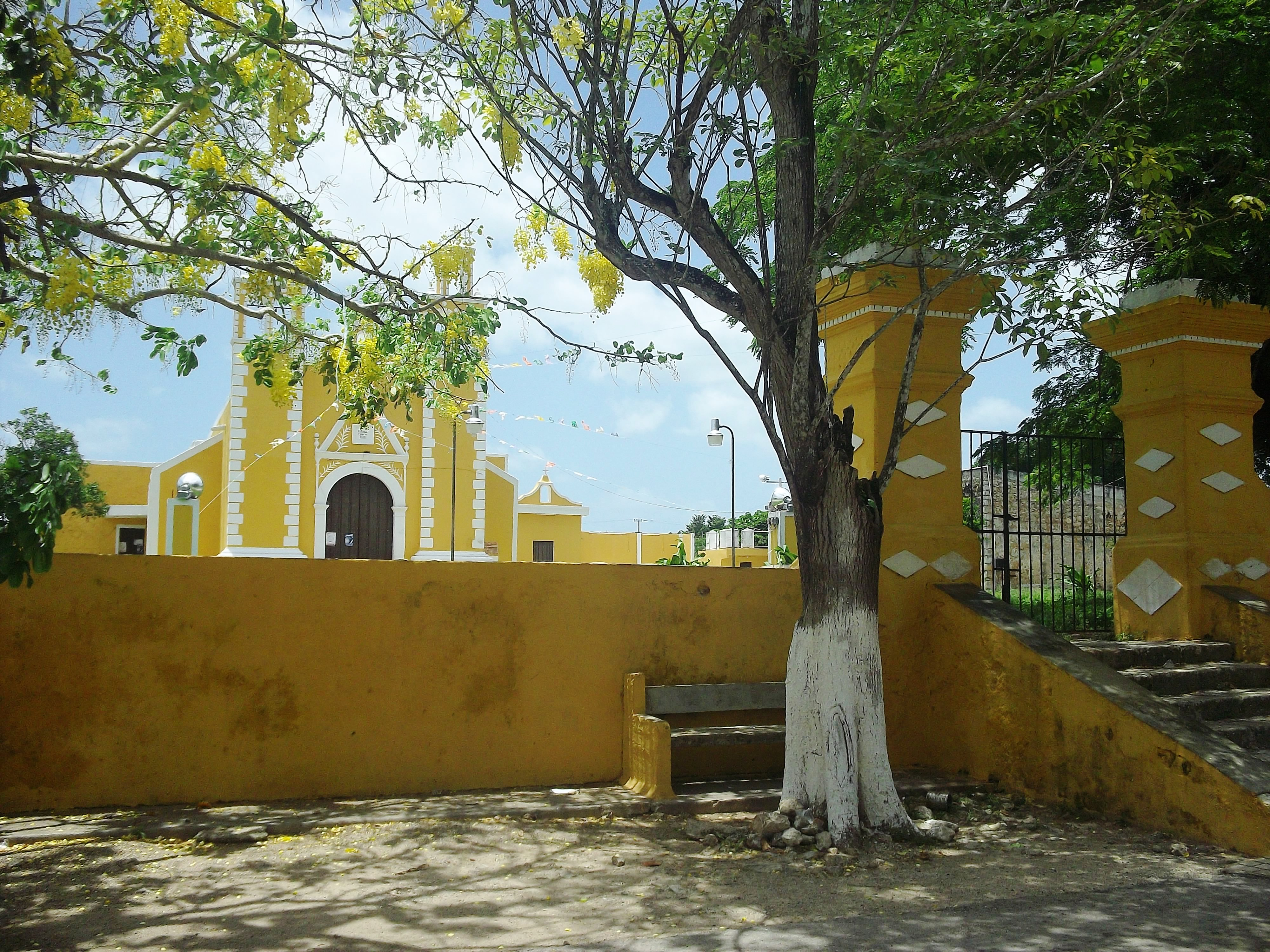
Iglesia principal de Kimbilá.
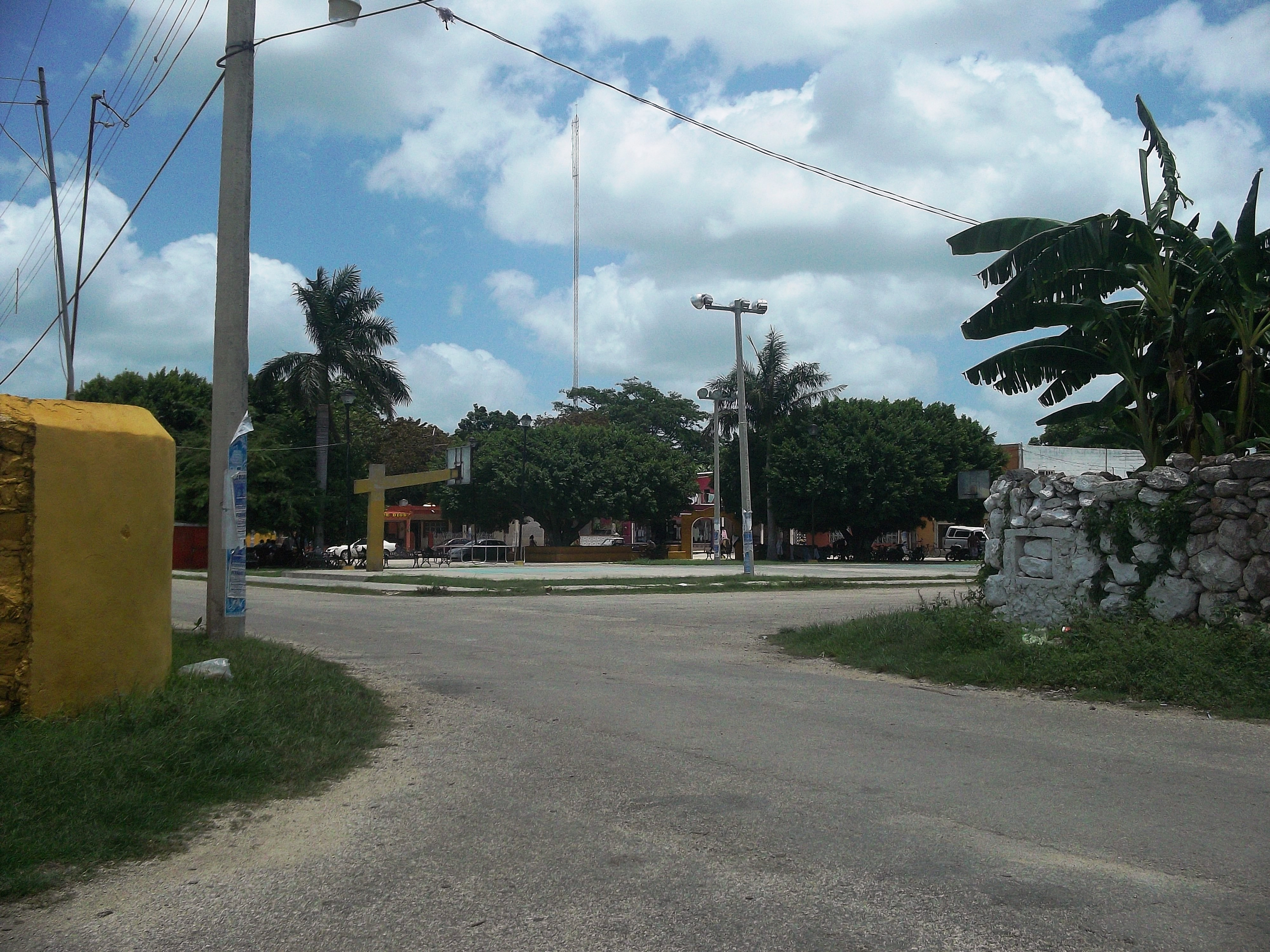
Parque principal de Kimbilá.